# 你好，疯子！
《你好，疯子！》（The Insanity）是恒业影业出品、饶晓志执导的一部荒诞喜剧电影，饶晓志、雷志龙改编自2013年同名话剧。万茜、周一围、王自健、金士杰、李虹辰、莫小棋、刘亮佐主演。中国于2016年12月30日上映。

## 剧情
七个素不相识的人在毫无准备的情况下被关进了一家精神病院，而七人里面只有一个是真正的精神病人。院长让这七人把那一个真的精神病人找出来才能出院，于是他们遭遇到各种被逼良为疯的行为，并要使出浑身解数逃出疯人院。

## 角色
- 万茜 饰 安希，文艺女青年
- 周一围 饰 李正，记者
- 王自健 饰 马睿，律师
- 金士杰 饰 萧乃恩，历史老师
- 李虹辰 饰 杨猛，出租车司机
- 莫小棋 饰 莉莉，公关经理
- 刘亮佐 饰 韩沐山，寵物醫生
- 曹卫宇 饰 精神病院院长

## 评价
电影版的精彩程度不输原版话剧，作为一部荒诞喜剧，对人性善恶、真假虚实进行了深度探讨，剧本扎实，演员具有深厚的表演功底。
《北京青年报》：“前半部分蕴含着极强的隐喻，七人从不知身处何地到发现正在被当作精神病人进行治疗，于是如何证明自己不是精神病人，如何逃出去，成了急需解决的问题。随着问题的清晰，解决问题的出路又成了焦点，人人都觉得自己是能够带领大家找到方向的人，于是围绕着话语权的抢夺展开了对权力的滥用、彼此的利益倾轧、浮夸的谎言和弱肉强食的价值观，这简直就是半部人类社会发展与革命史的浓缩版。正当观众与剧中人一起觉得无路可退时，剧情忽然来了个惊得人脊背发凉的大反转。影片后半部分跳出了之前构建的宏大叙事的框架，直指人们关于重塑独立人格的期盼以及随之建立的丰富的内心世界。整体来看，影片铺陈从宏大到细微，过渡自然流畅，完全没有割裂感，叙事文本扎实，逻辑严密，想说的和想说又不能说的，全都一目了然。”